# Lista över fornlämningar i Osby kommun
Lista över fornlämningar i Osby kommun är en förteckning av ett urval av de fornlämningar som finns i Osby kommun.

## Loshult
| Namn                       | Lämningstyp      | Tillkomsttid | Historisk indelning | Plats | Läge                 | ID-nr          | Bild                                      |
| -------------------------- | ---------------- | ------------ | ------------------- | ----- | -------------------- | -------------- | ----------------------------------------- |
| Loshult 3:1                | Minnesmärke      |              | Loshult, Skåne      |       | 56.425736, 14.043744 | 10108400030001 | Ladda upp en bild av detta fornminne      |
| Seffre skans (Loshult 7:1) | Fästning/skans   |              | Loshult, Skåne      |       | 56.488718, 14.109988 | 10108400070001 | Ladda upp en bild av detta fornminne      |
| Seffre skans (Loshult 7:2) | Stenkrets        |              | Loshult, Skåne      |       | 56.489011, 14.110351 | 10108400070002 | Ladda upp en bild av detta fornminne      |
| Losborg (Loshult 8:1)      | Borg             |              | Loshult, Skåne      |       | 56.488900, 14.112458 | 10108400080001 | Ladda upp en till bild av detta fornminne |
| Loshult 11:1               | Stenkammargrav   |              | Loshult, Skåne      |       | 56.506971, 14.115560 | 10108400110001 | Ladda upp en bild av detta fornminne      |
| Loshult 14:1               | Minnesmärke      |              | Loshult, Skåne      |       | 56.461306, 14.133310 | 10108400140001 | Ladda upp en bild av detta fornminne      |
| Loshult 16:1               | Begravningsplats |              | Loshult, Skåne      |       | 56.494279, 14.123462 | 10108400160001 | Ladda upp en bild av detta fornminne      |
| Loshult 30:1               | Fästning/skans   |              | Loshult, Skåne      |       | 56.480589, 14.107417 | 10108400300001 | Ladda upp en bild av detta fornminne      |
| Loshult 41:1               | Stensättning     |              | Loshult, Skåne      |       | 56.498363, 14.109696 | 10108400410001 | Ladda upp en bild av detta fornminne      |
| Loshult 41:2               | Stensättning     |              | Loshult, Skåne      |       | 56.498285, 14.109546 | 10108400410002 | Ladda upp en bild av detta fornminne      |
| Loshult 82:1               | Stensättning     |              | Loshult, Skåne      |       | 56.491503, 14.108893 | 10108400820001 | Ladda upp en bild av detta fornminne      |
| Loshult 109:1              | Stensättning     |              | Loshult, Skåne      |       | 56.462937, 14.103510 | 10108401090001 | Ladda upp en bild av detta fornminne      |
| Loshult 114:1              | Röse             |              | Loshult, Skåne      |       | 56.460054, 14.110148 | 10108401140001 | Ladda upp en bild av detta fornminne      |

## Osby
| Namn                               | Lämningstyp                      | Tillkomsttid | Historisk indelning | Plats | Läge                 | ID-nr          | Bild                                      |
| ---------------------------------- | -------------------------------- | ------------ | ------------------- | ----- | -------------------- | -------------- | ----------------------------------------- |
| Osby 1:1                           | Minnesmärke                      |              | Osby, Skåne         |       | 56.385255, 14.029350 | 10110200010001 | Ladda upp en bild av detta fornminne      |
| Osby 2:1                           | Minnesmärke                      |              | Osby, Skåne         |       | 56.403467, 14.035157 | 10110200020001 | Ladda upp en bild av detta fornminne      |
| Osby 3:1                           | Minnesmärke                      |              | Osby, Skåne         |       | 56.405231, 14.033280 | 10110200030001 | Ladda upp en bild av detta fornminne      |
| Osby 3:2                           | Minnesmärke                      |              | Osby, Skåne         |       | 56.405317, 14.033344 | 10110200030002 | Ladda upp en bild av detta fornminne      |
| Osby 3:3                           | Minnesmärke                      |              | Osby, Skåne         |       | 56.405335, 14.033138 | 10110200030003 | Ladda upp en bild av detta fornminne      |
| Osby 3:4                           | Minnesmärke                      |              | Osby, Skåne         |       | 56.405421, 14.033071 | 10110200030004 | Ladda upp en bild av detta fornminne      |
| Osby 3:5                           | Minnesmärke                      |              | Osby, Skåne         |       | 56.405306, 14.032915 | 10110200030005 | Ladda upp en bild av detta fornminne      |
| Osby 3:6                           | Minnesmärke                      |              | Osby, Skåne         |       | 56.405165, 14.033004 | 10110200030006 | Ladda upp en bild av detta fornminne      |
| Osby 4:1                           | Minnesmärke                      |              | Osby, Skåne         |       | 56.404388, 14.030975 | 10110200040001 | Ladda upp en till bild av detta fornminne |
| Osby 7:1                           | Minnesmärke                      |              | Osby, Skåne         |       | 56.373673, 14.061157 | 10110200070001 | Ladda upp en bild av detta fornminne      |
| Osby 10:1                          | Minnesmärke                      |              | Osby, Skåne         |       | 56.409743, 14.117680 | 10110200100001 | Ladda upp en bild av detta fornminne      |
| Osby 14:1                          | Minnesmärke                      |              | Osby, Skåne         |       | 56.410126, 14.118702 | 10110200140001 | Ladda upp en bild av detta fornminne      |
| Osby 20:1                          | Minnesmärke                      |              | Osby, Skåne         |       | 56.408503, 14.082538 | 10110200200001 | Ladda upp en bild av detta fornminne      |
| Osby 21:1                          | Minnesmärke                      |              | Osby, Skåne         |       | 56.401787, 14.066849 | 10110200210001 | Ladda upp en bild av detta fornminne      |
| Hultasten (Osby 27:1)              | Hällristning                     |              | Osby, Skåne         |       | 56.393758, 14.027289 | 10110200270001 | Ladda upp en bild av detta fornminne      |
| Hjärsarör (Osby 28:1)              | Stensättning                     |              | Osby, Skåne         |       | 56.394728, 14.026061 | 10110200280001 | Ladda upp en bild av detta fornminne      |
| Osby 31:1                          | Röse                             |              | Osby, Skåne         |       | 56.381297, 13.998473 | 10110200310001 | Ladda upp en bild av detta fornminne      |
| Osby 34:1                          | Röse                             |              | Osby, Skåne         |       | 56.379648, 13.989281 | 10110200340001 | Ladda upp en bild av detta fornminne      |
| Osby 35:1                          | Hällristning                     |              | Osby, Skåne         |       | 56.404514, 14.035169 | 10110200350001 | Ladda upp en bild av detta fornminne      |
| Osby 35:2                          | Hällristning                     |              | Osby, Skåne         |       | 56.404517, 14.035175 | 10110200350002 | Ladda upp en bild av detta fornminne      |
| Osby 35:3                          | Stensättning                     |              | Osby, Skåne         |       | 56.404613, 14.035284 | 10110200350003 | Ladda upp en bild av detta fornminne      |
| Jättastenen (Osby 36:1)            | Hällristning                     |              | Osby, Skåne         |       | 56.367628, 13.948276 | 10110200360001 | Ladda upp en bild av detta fornminne      |
| Osby 40:1                          | Stensättning                     |              | Osby, Skåne         |       | 56.384450, 14.009670 | 10110200400001 | Ladda upp en bild av detta fornminne      |
| Osby 41:1                          | Hällristning                     |              | Osby, Skåne         |       | 56.405751, 13.980797 | 10110200410001 | Ladda upp en bild av detta fornminne      |
| Osby 42:1                          | Minnesmärke                      |              | Osby, Skåne         |       | 56.347901, 14.012646 | 10110200420001 | Ladda upp en bild av detta fornminne      |
| Osby 47:1                          | Hög                              |              | Osby, Skåne         |       | 56.375026, 14.009094 | 10110200470001 | Ladda upp en bild av detta fornminne      |
| Osby 102:1                         | Hällristning                     |              | Osby, Skåne         |       | 56.426677, 13.935845 | 10110201020001 | Ladda upp en bild av detta fornminne      |
| Sibbarps skans (Osby 103:1)        | Fästning/skans                   |              | Osby, Skåne         |       | 56.354346, 13.972559 | 10110201030001 | Ladda upp en till bild av detta fornminne |
| Hönjarums skans (Osby 106:1)       | Fästning/skans                   |              | Osby, Skåne         |       | 56.349332, 14.013834 | 10110201060001 | Ladda upp en bild av detta fornminne      |
| Hurrebacken (Osby 107:1)           | Röse                             |              | Osby, Skåne         |       | 56.373705, 13.932486 | 10110201070001 | Ladda upp en bild av detta fornminne      |
| Osby 108:1                         | Röse                             |              | Osby, Skåne         |       | 56.365295, 13.923344 | 10110201080001 | Ladda upp en bild av detta fornminne      |
| Osby 108:2                         | Stensättning                     |              | Osby, Skåne         |       | 56.365441, 13.923378 | 10110201080002 | Ladda upp en bild av detta fornminne      |
| Almebacken (Osby 109:1)            | Röse                             |              | Osby, Skåne         |       | 56.372345, 13.925998 | 10110201090001 | Ladda upp en bild av detta fornminne      |
| Osby 110:1                         | Röse                             |              | Osby, Skåne         |       | 56.373372, 13.927096 | 10110201100001 | Ladda upp en bild av detta fornminne      |
| Klövehall (Osby 114:1)             | Hällristning                     |              | Osby, Skåne         |       | 56.363686, 13.971286 | 10110201140001 | Ladda upp en bild av detta fornminne      |
| Galtabjär, Snoggerör (Osby 116:1)  | Röse                             |              | Osby, Skåne         |       | 56.365372, 13.962681 | 10110201160001 | Ladda upp en bild av detta fornminne      |
| Ormarör (Osby 124:1)               | Röse                             |              | Osby, Skåne         |       | 56.363261, 13.955781 | 10110201240001 | Ladda upp en bild av detta fornminne      |
| Osby 131:1                         | Hög                              |              | Osby, Skåne         |       | 56.377464, 14.005143 | 10110201310001 | Ladda upp en bild av detta fornminne      |
| Osby 132:1                         | Minnesmärke                      |              | Osby, Skåne         |       | 56.385425, 14.020862 | 10110201320001 | Ladda upp en bild av detta fornminne      |
| Osby 146:2                         | Kvarn                            |              | Osby, Skåne         |       | 56.347233, 14.003559 | 10110201460002 | Ladda upp en bild av detta fornminne      |
| Hjärserör (Osby 153:1)             | Stensättning                     |              | Osby, Skåne         |       | 56.392626, 14.022958 | 10110201530001 | Ladda upp en bild av detta fornminne      |
| Osby 155:1                         | Minnesmärke                      |              | Osby, Skåne         |       | 56.349208, 14.019490 | 10110201550001 | Ladda upp en bild av detta fornminne      |
| Osby 157:1                         | Röse                             |              | Osby, Skåne         |       | 56.368564, 13.920778 | 10110201570001 | Ladda upp en bild av detta fornminne      |
| Jättabacken (Osby 159:1)           | Röse                             |              | Osby, Skåne         |       | 56.365801, 13.981614 | 10110201590001 | Ladda upp en bild av detta fornminne      |
| Osby 160:1                         | Röse                             |              | Osby, Skåne         |       | 56.383507, 14.032671 | 10110201600001 | Ladda upp en bild av detta fornminne      |
| Osby 161:1                         | Röse                             |              | Osby, Skåne         |       | 56.371332, 14.042884 | 10110201610001 | Ladda upp en bild av detta fornminne      |
| Osby 163:5                         | Hällristning                     |              | Osby, Skåne         |       | 56.384428, 13.994125 | 10110201630005 | Ladda upp en bild av detta fornminne      |
| Osby 165:1                         | Röse                             |              | Osby, Skåne         |       | 56.410523, 14.043088 | 10110201650001 | Ladda upp en bild av detta fornminne      |
| Osby 166:1                         | Röse                             |              | Osby, Skåne         |       | 56.351524, 14.071195 | 10110201660001 | Ladda upp en bild av detta fornminne      |
| Osby 167:1                         | Hällristning                     |              | Osby, Skåne         |       | 56.371649, 14.056049 | 10110201670001 | Ladda upp en bild av detta fornminne      |
| Osby 168:1                         | Röse                             |              | Osby, Skåne         |       | 56.374106, 14.054858 | 10110201680001 | Ladda upp en bild av detta fornminne      |
| Osby 168:2                         | Röse                             |              | Osby, Skåne         |       | 56.373921, 14.055430 | 10110201680002 | Ladda upp en bild av detta fornminne      |
| Osby 178:1                         | Stensättning                     |              | Osby, Skåne         |       | 56.379326, 14.020991 | 10110201780001 | Ladda upp en bild av detta fornminne      |
| Osby 186:1                         | Stensättning                     |              | Osby, Skåne         |       | 56.386354, 14.095668 | 10110201860001 | Ladda upp en bild av detta fornminne      |
| Osby 223:1                         | Hällristning                     |              | Osby, Skåne         |       | 56.364680, 14.045774 | 10110202230001 | Ladda upp en bild av detta fornminne      |
| Osby 238:1                         | Minnesmärke                      |              | Osby, Skåne         |       | 56.356506, 13.973484 | 10110202380001 | Ladda upp en bild av detta fornminne      |
| Osby 276:1                         | Hällristning                     |              | Osby, Skåne         |       | 56.364962, 13.964991 | 10110202760001 | Ladda upp en bild av detta fornminne      |
| Osby 281:1                         | Röse                             |              | Osby, Skåne         |       | 56.365755, 13.963304 | 10110202810001 | Ladda upp en bild av detta fornminne      |
| Osby 282:1                         | Minnesmärke                      |              | Osby, Skåne         |       | 56.375831, 14.027319 | 10110202820001 | Ladda upp en bild av detta fornminne      |
| Osby 289:1                         | Minnesmärke                      |              | Osby, Skåne         |       | 56.381794, 14.002742 | 10110202890001 | Ladda upp en bild av detta fornminne      |
| Osby 323:1                         | Stensättning                     |              | Osby, Skåne         |       | 56.401638, 14.112408 | 10110203230001 | Ladda upp en bild av detta fornminne      |
| Osby 331:1                         | Stensättning                     |              | Osby, Skåne         |       | 56.405391, 14.123865 | 10110203310001 | Ladda upp en bild av detta fornminne      |
| Osby 394:1                         | Röse                             |              | Osby, Skåne         |       | 56.426528, 14.070087 | 10110203940001 | Ladda upp en bild av detta fornminne      |
| Osby 398:1                         | Stensättning                     |              | Osby, Skåne         |       | 56.425567, 13.913731 | 10110203980001 | Ladda upp en bild av detta fornminne      |
| Hyltenas kvarn (Osby 409:1)        | Kvarn                            |              | Osby, Skåne         |       | 56.426531, 13.940150 | 10110204090001 | Ladda upp en bild av detta fornminne      |
| Torups överfallskvarn (Osby 418:2) | Kvarn                            |              | Osby, Skåne         |       | 56.429530, 13.957461 | 10110204180002 | Ladda upp en bild av detta fornminne      |
| Skansabacken (Osby 437:1)          | Fästning/skans                   |              | Osby, Skåne         |       | 56.347757, 14.013806 | 10110204370001 | Ladda upp en bild av detta fornminne      |
| Osby 495:1                         | Hällristning                     |              | Osby, Skåne         |       | 56.367067, 14.031384 | 10110204950001 | Ladda upp en bild av detta fornminne      |
| Osby 501:1                         | Husgrund, förhistorisk/medeltida |              | Osby, Skåne         |       | 56.365636, 13.965749 | 10110205010001 | Ladda upp en bild av detta fornminne      |
| Osby 501:2                         | Husgrund, förhistorisk/medeltida |              | Osby, Skåne         |       | 56.365714, 13.965824 | 10110205010002 | Ladda upp en bild av detta fornminne      |
| Osby 503:1                         | Kvarn                            |              | Osby, Skåne         |       | 56.395912, 13.913701 | 10110205030001 | Ladda upp en bild av detta fornminne      |
| Berggrenastenen (Osby 505:1)       | Ristning, medeltid/historisk tid |              | Osby, Skåne         |       | 56.366638, 13.910876 | 10110205050001 | Ladda upp en bild av detta fornminne      |
| Osby 524:1                         | Stensättning                     |              | Osby, Skåne         |       | 56.375320, 13.924737 | 10110205240001 | Ladda upp en bild av detta fornminne      |
| Osby 526:1                         | Kvarn                            |              | Osby, Skåne         |       | 56.360446, 13.928171 | 10110205260001 | Ladda upp en bild av detta fornminne      |
| Vitesten (Visseltofta 19:2)        | Hällristning                     |              | Osby, Skåne         |       | 56.430758, 13.955574 | 10114100190002 | Ladda upp en bild av detta fornminne      |

## Visseltofta
| Namn                                | Lämningstyp                      | Tillkomsttid | Historisk indelning | Plats | Läge                 | ID-nr          | Bild                                 |
| ----------------------------------- | -------------------------------- | ------------ | ------------------- | ----- | -------------------- | -------------- | ------------------------------------ |
| Reisesten (Visseltofta 1:1)         | Hög                              |              | Visseltofta, Skåne  |       | 56.424531, 13.859257 | 10114100010001 | Ladda upp en bild av detta fornminne |
| Visseltofta 2:1                     | Grav markerad av sten/block      |              | Visseltofta, Skåne  |       | 56.424809, 13.859040 | 10114100020001 | Ladda upp en bild av detta fornminne |
| Rörsbjär (Visseltofta 6:1)          | Röse                             |              | Visseltofta, Skåne  |       | 56.421529, 13.846674 | 10114100060001 | Ladda upp en bild av detta fornminne |
| Jättarör (Visseltofta 13:1)         | Stensättning                     |              | Visseltofta, Skåne  |       | 56.447829, 13.914555 | 10114100130001 | Ladda upp en bild av detta fornminne |
| Visseltofta 22:1                    | Röse                             |              | Visseltofta, Skåne  |       | 56.419297, 13.852023 | 10114100220001 | Ladda upp en bild av detta fornminne |
| Visseltofta 25:1                    | Hällristning                     |              | Visseltofta, Skåne  |       | 56.415219, 13.849629 | 10114100250001 | Ladda upp en bild av detta fornminne |
| Visseltofta 26:1                    | Stensättning                     |              | Visseltofta, Skåne  |       | 56.417742, 13.842532 | 10114100260001 | Ladda upp en bild av detta fornminne |
| Visseltofta 26:2                    | Husgrund, förhistorisk/medeltida |              | Visseltofta, Skåne  |       | 56.417730, 13.842825 | 10114100260002 | Ladda upp en bild av detta fornminne |
| Visseltofta 26:3                    | Röse                             |              | Visseltofta, Skåne  |       | 56.417794, 13.843148 | 10114100260003 | Ladda upp en bild av detta fornminne |
| Visseltofta 28:1                    | Stensättning                     |              | Visseltofta, Skåne  |       | 56.430255, 13.852568 | 10114100280001 | Ladda upp en bild av detta fornminne |
| Visseltofta 28:2                    | Stensättning                     |              | Visseltofta, Skåne  |       | 56.430322, 13.852854 | 10114100280002 | Ladda upp en bild av detta fornminne |
| Visseltofta 38:1                    | Röse                             |              | Visseltofta, Skåne  |       | 56.445413, 13.913460 | 10114100380001 | Ladda upp en bild av detta fornminne |
| Visseltofta 42:1                    | Stensättning                     |              | Visseltofta, Skåne  |       | 56.438518, 13.951530 | 10114100420001 | Ladda upp en bild av detta fornminne |
| Visseltofta 42:2                    | Stensättning                     |              | Visseltofta, Skåne  |       | 56.438659, 13.951272 | 10114100420002 | Ladda upp en bild av detta fornminne |
| Visseltofta 48:1                    | Röse                             |              | Visseltofta, Skåne  |       | 56.449784, 13.971871 | 10114100480001 | Ladda upp en bild av detta fornminne |
| Visseltofta 48:2                    | Stensättning                     |              | Visseltofta, Skåne  |       | 56.449873, 13.972068 | 10114100480002 | Ladda upp en bild av detta fornminne |
| Visseltofta 49:1                    | Stensättning                     |              | Visseltofta, Skåne  |       | 56.450065, 13.973377 | 10114100490001 | Ladda upp en bild av detta fornminne |
| Visseltofta 49:2                    | Stensättning                     |              | Visseltofta, Skåne  |       | 56.449849, 13.973780 | 10114100490002 | Ladda upp en bild av detta fornminne |
| Visseltofta 51:1                    | Hällristning                     |              | Visseltofta, Skåne  |       | 56.442863, 13.964077 | 10114100510001 | Ladda upp en bild av detta fornminne |
| Visseltofta 58:1                    | Hällristning                     |              | Visseltofta, Skåne  |       | 56.431304, 13.960065 | 10114100580001 | Ladda upp en bild av detta fornminne |
| Visseltofta 61:1                    | Röse                             |              | Visseltofta, Skåne  |       | 56.426687, 13.860482 | 10114100610001 | Ladda upp en bild av detta fornminne |
| Visseltofta 62:1                    | Gravfält                         |              | Visseltofta, Skåne  |       | 56.428093, 13.871777 | 10114100620001 | Ladda upp en bild av detta fornminne |
| Visseltofta 65:1                    | Hällristning                     |              | Visseltofta, Skåne  |       | 56.454803, 13.960476 | 10114100650001 | Ladda upp en bild av detta fornminne |
| Spelmanssoffan (Visseltofta 76:1)   | Minnesmärke                      |              | Visseltofta, Skåne  |       | 56.393602, 13.828399 | 10114100760001 | Ladda upp en bild av detta fornminne |
| Björkerås kvarn (Visseltofta 98:1)  | Kvarn                            |              | Visseltofta, Skåne  |       | 56.459096, 13.968429 | 10114100980001 | Ladda upp en bild av detta fornminne |
| Drakeberga kvarn (Visseltofta 99:1) | Kvarn                            |              | Visseltofta, Skåne  |       | 56.455286, 13.967154 | 10114100990001 | Ladda upp en bild av detta fornminne |
| Visseltofta 122:1                   | Stensättning                     |              | Visseltofta, Skåne  |       | 56.404240, 13.877540 | 10114101220001 | Ladda upp en bild av detta fornminne |
| Visseltofta 155:1                   | Stensättning                     |              | Visseltofta, Skåne  |       | 56.430261, 13.854898 | 10114101550001 | Ladda upp en bild av detta fornminne |
| Visseltofta 158:1                   | Fästning/skans                   |              | Visseltofta, Skåne  |       | 56.425455, 13.864958 | 10114101580001 | Ladda upp en bild av detta fornminne |
| Visseltofta 596                     | Röse                             |              | Visseltofta, Skåne  |       | 56.438502, 13.860415 | 12000000049165 | Ladda upp en bild av detta fornminne |
| Visseltofta 845                     | Stensättning                     |              | Visseltofta, Skåne  |       | 56.453876, 13.962507 | 12000000113318 | Ladda upp en bild av detta fornminne |
| Torups överfallskvarn (Osby 418:1)  | Kvarn                            |              | Visseltofta, Skåne  |       | 56.429778, 13.955937 | 10110204180001 | Ladda upp en bild av detta fornminne |

## Örkened
| Namn                            | Lämningstyp                 | Tillkomsttid | Historisk indelning | Plats | Läge                 | ID-nr          | Bild                                 |
| ------------------------------- | --------------------------- | ------------ | ------------------- | ----- | -------------------- | -------------- | ------------------------------------ |
| Örkened 8:1                     | Begravningsplats            |              | Örkened, Skåne      |       | 56.472837, 14.393139 | 10115800080001 | Ladda upp en bild av detta fornminne |
| Örkened 11:1                    | Minnesmärke                 |              | Örkened, Skåne      |       | 56.449436, 14.463013 | 10115800110001 | Ladda upp en bild av detta fornminne |
| Örkened 24:1                    | Grav markerad av sten/block |              | Örkened, Skåne      |       | 56.384529, 14.342092 | 10115800240001 | Ladda upp en bild av detta fornminne |
| Örkened 24:2                    | Grav markerad av sten/block |              | Örkened, Skåne      |       | 56.384491, 14.342087 | 10115800240002 | Ladda upp en bild av detta fornminne |
| Örkened 24:3                    | Grav markerad av sten/block |              | Örkened, Skåne      |       | 56.384474, 14.342052 | 10115800240003 | Ladda upp en bild av detta fornminne |
| Kyrkön (Örkened 37:1)           | Begravningsplats            |              | Örkened, Skåne      |       | 56.471728, 14.307099 | 10115800370001 | Ladda upp en bild av detta fornminne |
| Ekeshults kvarn (Örkened 56:1)  | Kvarn                       |              | Örkened, Skåne      |       | 56.308898, 14.311289 | 10115800560001 | Ladda upp en bild av detta fornminne |
| Örkened 70:1                    | Stensättning                |              | Örkened, Skåne      |       | 56.305458, 14.279068 | 10115800700001 | Ladda upp en bild av detta fornminne |
| Grimsboda kvarn (Örkened 101:1) | Kvarn                       |              | Örkened, Skåne      |       | 56.309345, 14.311449 | 10115801010001 | Ladda upp en bild av detta fornminne |
| Örkened 280:1                   | Kvarn                       |              | Örkened, Skåne      |       | 56.376753, 14.371509 | 10115802800001 | Ladda upp en bild av detta fornminne |
| Gylsboe mölla (Örkened 283:1)   | Kvarn                       |              | Örkened, Skåne      |       | 56.366158, 14.363819 | 10115802830001 | Ladda upp en bild av detta fornminne |
| Örkened 509:2                   | Husgrund, historisk tid     |              | Örkened, Skåne      |       | 56.302691, 14.279375 | 10115805090002 | Ladda upp en bild av detta fornminne |
| Stugetorpet (Örkened 523:1)     | Lägenhetsbebyggelse         |              | Örkened, Skåne      |       | 56.313250, 14.293716 | 10115805230001 | Ladda upp en bild av detta fornminne |
| Tranströmstäppe (Örkened 524:1) | Lägenhetsbebyggelse         |              | Örkened, Skåne      |       | 56.308536, 14.295370 | 10115805240001 | Ladda upp en bild av detta fornminne |
| Örkened 527:1                   | Lägenhetsbebyggelse         |              | Örkened, Skåne      |       | 56.305193, 14.278855 | 10115805270001 | Ladda upp en bild av detta fornminne |